# Aspirazione (motore)
L'aspirazione è la prima fase del ciclo termodinamico di un motore a combustione interna e si differenzia a seconda che si tratti di un motore a due o quattro tempi.
Tale fenomeno si sviluppa durante la discesa del pistone che genera una depressione all'interno del cilindro e richiama quindi la carica di gas freschi dall'esterno. Ciò è chiaro perché l'aria esterna (comburente) è, generalmente, a pressione atmosferica e quindi maggiore della pressione presente all'interno del cilindro..

## Sistemi per l'aspirazione nei motori
I sistemi coinvolti nell'aspirazione, ossia nel convogliare l'aria nel motore, possono essere diversi, come il carburatore,l'iniettore, la scatola dell'aria o air-box munita di filtro, il turbo e il compressore volumetrico; tutti questi sistemi sono atti a preparare l'aria in ingresso, in modo tale da avere un flusso pulito, fresco e costante nel tempo.
La scatola dell'aria o air-box munita di filtro è montata su qualsiasi mezzo, dato che riesce a linearizzare i flussi d'aria evitando così di creare delle turbolenze, ma non è stata presente fin dall'inizio. Infatti, fino agli anni settanta, non era stata concepita e quindi non veniva usata. Il carburatore invece è stato subito utilizzato per miscelare benzina e aria e costituiva l'unico restringimento nell'aspirazione. Verso la fine degli anni sessanta venne inventata l'iniezione elettronica, utilizzata nelle automobili di massa dalla seconda metà degli anni ottanta, che evita colli di bottiglia nell'aspirazione permettendo un maggior afflusso di miscela benzina-aria nel motore e un miglior rapporto della stessa, ma con una minore nebulizzazione.
La sovralimentazione viene utilizzata per aumentare il rendimento volumetrico del motore, infatti se prima l'aspirazione di un motore aspirato era nell'intorno di 1 bar grazie alla sovralimentazione è possibile aumentare tale valore portando la pressione nei cilindri a valori più elevati.
Anche il turbo e il compressore volumetrico sono utilizzati  per aumentare la quantità di miscela nei cilindri sempre grazie alla compressione della stessa, portando ad un incremento di potenza anche maggiore. Non sono presenti su tutte le auto poiché rappresentano un altro componente da tenere in considerazione nella progettazione e nella messa a punto, inoltre sono componenti delicati e costosi che, in caso di malfunzionamneti o rotture, comprometterebbero il corretto funzionamento della vettura.
Nei motori a gasolio non sono presenti carburatori ma sono presenti iniettori, essi iniettano nel cilindro gasolio a pressione elevatissime (circa 2000 bar). L'aria necessaria alla combustione può anche in questo caso essere sovralimentata.

## Aspirazione nei vari motori
L'aspirazione varia a seconda del tipo di motore:
- Nel motore a due tempi l'aspirazione può essere controllata da una dei tre tipi di valvole di aspirazione ideate per questo tipo di motore, come la valvola lamellare, a disco rotante o piston port, le quali hanno ciascuna dei rispettivi vantaggi e svantaggi alle altre.
In questo caso è il pistone che, partendo dal punto morto superiore e andando verso il punto morto inferiore, grazie alla fase attiva di espansione, genera una depressione che permette alla miscela aria-carburante,già presente nel carter motore (grazie alla precedente fase di salita verso il punto morto superiore che ha generato una depressione nel carter)di accedere al cilindro, grazie all’apertura della luce di aspirazione. Nei motori moderni, la fase d'aspirazione riesce ad iniziare prima della risalita del pistone al PMS, perché l'espansione genera delle onde di pressione, che sommate all'inerzia della miscela fresca travasata nel cilindro tramite i travasi, si riesce ad incrementare la fase d'aspirazione, sia nel carter pompa che nel cilindro.
In altri tipi di motore a due tempi (diesel due tempi moderni), l'aspirazione avviene nel compressore volumetrico o turbocompressore il quale poi eseguirà il lavaggio tramite una valvola a fungo.

- Nel motore a quattro tempi la fase di aspirazione comincia con l'apertura della o delle valvole di aspirazione, che permettono al pistone di risucchiare all'interno del cilindro della massa gassosa composta da aria e carburante fornita dal carburatore o dall'iniettore.
In questi motori l'aspirazione inizia in anticipo grazie all'incrocio delle valvole, che permette di sfruttare l'inerzia dei gas combusti espulsi per richiamare più miscela fresca, inoltre tale fase termina in ritardo rispetto al raggiungimento PMI, perché l'inerzia dei gas non permette un riempimento ideale, quindi si compensa in questo modo.

## Problemi legati all'aspirazione
I problemi legati all'aspirazione sono dati dalla difficile o impossibile aspirazione, il che è dato quasi unicamente dal filtro dell'aria sporco o otturato o dal carburatore di dimensioni troppo ridotte. Un altro ed unico problema, presente solo nei motori sovralimentati, è dato dalla rottura del turbo o del compressore volumetrico, rendendo quasi impossibile l'aspirazione dell'aria.
L'inerzia della miscela ad immettersi nel cilindro è un secondo problema che può presentarsi, dopo la fase di scarico i gas combusti possiedono una certa inerzia la quale non permetterebbe lo sviluppo ideale del ciclo termodinamico. Infatti durante il ciclo termodinamico abbiamo un primo anticipo all'apertura della valvola di scarico (facendo perdere parte del lavoro di espansione, ma riducendo il lavoro di risalita del pistone) per lo scarico spontaneo e poi uno scarico forzata effettuato dal pistone durante la fase di risalita. il problema che sorgerebbe se si aprisse la valvola di aspirazione mentre la valvola di scarico è aperta è che la miscela tenderebbe ad immettersi nello scarico. Per ovviare a questo problema si procede ritardando la chiusura dell'aspirazione durante la fase di aspirazione e l'inizio della fase di compressione facendo anche qui calare il rendimento volumetrico ma aumentando la portata di miscela, dopo le opportune fasi si procede all'espulsione dei gas e all'anticipo di apertura della valvola di scarico.